# Göran Ingelman
Göran Gabriel Ingelman, född 4 april 1788 i Virestads socken, Småland, död den 10 december 1844 i Stockholm (drunknad i Norrström), var en svensk författare. Han var systerson till Samuel Ödmann.
Ingelman blev student vid Lunds universitet 1809, kom 1818 till Stockholm, där han vid sidan av blygsamma tjänster i verken medarbetade i pressen och utgav vittra kalendrar med mera. Sina dikter, till stor del tillfällighetspoem, samlade han i Skaldeförsök (4 band, 1828-38) och Walda skaldeförsök (1843). Han erhöll ofta förtroendet att skriva text till oratorier och kantater. År 1829 tilldelades han 
Lundbladska priset av Svenska akademien samt 1836 på en gång Zibetska priset för Sång öfver Gustaf II Adolf och mindre guldpenningen för skaldestycket Årets tider. Ingelman är begravd på Solna kyrkogård.